# غزال
الغَزَال أو الظَّبْي هو حيوان ثديي. توجد الغزلان في الغالب في الصحاري والأراضي العشبية والسافانا في إفريقيا. وأيضًا في جنوب غرب ووسط آسيا وشبه القارة الهندية. تميل إلى العيش في قطعان وتتغذى على الأعشاب. وهو حيوان صغير الحجم نسبيًا ، يبلغ ارتفاعه 60-110 سم (2–3.5 قدم) حتى الكتف.
تُعرف الغزلان بأنها حيوانات سريعة. بعضها قادر على الركض بسرعة تصل إلى 100 كم / ساعة (60 ميلاً في الساعة) أو الجري بسرعة ثابتة تبلغ 50 كم / ساعة (30 ميلاً في الساعة).

## التسمية
كلمة الغزال أصلها عربي. وصلت أولاً إلى أوروبا إلى اللغة الإسبانية القديمة والفرنسية القديمة، ولاحقا دخلت الكلمة إلى اللغة الإنجليزية. كان العرب يصطادون الغزال. وكان يعتبر صيدا ثمينا بسبب جماله ، فهو مرتبط بشكل شائع في الأدب العربي بجمال الأنثى.

## موطنه
يوجد ما يزيد عن 30 نوعا من الغزلان تعيش على مساحات شاسعة شمالي وشرقي أفريقيا وآسيا، ويعيش بعض الغزلان في الجبال، ولكن معظمها تعيش في الأرض الرملية المنبسطة.

## الوصف

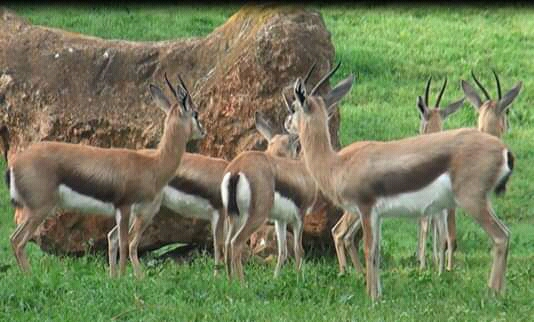
غزلان في حديقة الحيوان بالرباط، المغرب.

للغزال عينان واسعتان سوداوان، وللذكور والإناث قرون سوداء ملساء. ومنها مالها قرنان بحلقات متدرجة حولهما. وعادة ما يكون القرنان على شكل حدوة الحصان. وللغزال أذنان طويلتان نحيلتان مدببتان، وذيل قصير. وشعره قصير وناعم. وعلى ركب بعض الغزلان خصل شعر. ويميل لون ظهر غزال طومسون إلى البني الفاتح ويتدرج إلى خطوط بنية داكنة على الخاصرة. ويكون لون البطن أبيض خالصاً. والغزال عداء سريع، وتستطيع بعض الغزلان أن تسبق حتى الكلب السلوقي الهجرع.
يبلغ ارتفاع الغزال البني الفاتح المشهور، والذي يسمى بالآدم، وطوله أقل من 60 سم، ويعيش في الصحاري من شرق المغرب إلى شبه الجزيرة العربية، وجنوبا إلى الصومال، حيث النباتات متناثرة وقصيرة.

## خطر الانقراض
يقتل الصيادون الذين يتجاهلون قوانين الصيد المئات من الغزلان سنويا، بينما يرى المنادون بحماية البيئة أن منع اصطياد الغزال يمكن أن يحفظ بعض أنواعه من الانقراض. وفي المملكة العربية السعودية ودول الخليج وبعض الدول العربية تلقى محميات الغزال اهتماما متزايدا، وتسعى هيئة حماية الحياة الفطرية والبيئية إلى انماء الأنواع خوفا عليها من الانقراض، خاصة وهو من الحيوانات التي لها تاريخ عربي طويل في منطقة شبه الجزيرة العربية التي تعد مرعى طبيعيا لمثل هذه الحيوانات النادرة.

## الملاحظات
1. ↑  تعني الظبي في الأصل الغزال، وأصبحت في عصرنا الحالي مقابلةً لـ Antelope، وهو اسم شائع لبعض أنواع بقر الوحش.